# Riethnordhausen (Wallhausen)
Riethnordhausen ist ein Ortsteil der Gemeinde Wallhausen im Landkreis Mansfeld-Südharz in Sachsen-Anhalt, Deutschland.

## Geografische Lage
Riethnordhausen liegt im Rieth im unteren Helmetal, nordöstlich des Kyffhäusers und südwestlich der Kreisstadt Sangerhausen, von der eine Verbindungsstraße in den Ort führt, die sich hier mit der von Kelbra nach Artern führenden Straße kreuzt.

## Geschichte
Riethnordhausen gehörte bis 1815 zum Amt Sangerhausen im Königreich Sachsen und gelangte dann an den Regierungsbezirk Merseburg der preußischen Provinz Sachsen. Von 1952 bis 1990 gehörte Riethnordhausen zum DDR-Bezirk Halle.
Am 1. Juli 2009 wurden die bis dahin eigenständigen Gemeinden Riethnordhausen und Martinsrieth nach Wallhausen eingemeindet.

## Politik

### Wappen
Das Wappen wurde vom Heraldiker Lutz Döring gestaltet.

## Persönlichkeiten
- Friedrich Hermann Wölfert (1850–1897), Verleger und Luftfahrtpionier